# جویلور پونونا
جویلور پونونا (به اسپانیایی: Joyllor Puñuna) یک کوه در پرو است که در Peru, Cusco Region, Puno Region واقع شده‌است. جویلور پونونا ۵٬۷۴۳ متر بالاتر از سطح دریا واقع شده‌است.